# Meñique
Meñique, nom de scène de  Miguel Ángel Barcasnegras (30 décembre 1933, Panama - 28 novembre 2021), était un chanteur et compositeur de salsa panaméen.

## Biographie

### Débuts: 1933-1968
Meñique est né le 30 décembre 1933 à Panama. Il était le huitième enfant de quatorze frères et sœurs d'une famille modeste. 
Ses parents étaient Azael Barcasnegras et Rosa Díaz Trejos. Dès son plus jeune âge, il cire des chaussures, vend à la criée des journaux, lave des voitures et se fait remarquer dans le métier de tailleur de vêtements. 
À l'âge de quinze ans, un de ses beaux-frères l'entend chanter sous la douche et lui propose immédiatement de rejoindre un groupe dans lequel il chante, La Sonora Panameña de Guillermo Cantillo. 
Six mois plus tard, en raison du départ du chanteur soliste du groupe, il occupera la place de ce dernier à l'âge de seize ans. À cette époque le trompettiste Chicho Cáceres de l'Orquesta Penonomé  lui donne snon surnom, "Meñique", qui devient son nom de scène. 
Au cours de cette période de sa vie, il passe par l'Orchestre Raúl Ortiz, l'Universal de Mojica (avec lequel il enregistre sa première chanson intitulée "Colón"), et enfin le premier orchestre panaméen de l'époque, La Perfecta de Armando Boza. Il a combiné sa carrière musicale avec ses études de couture à "l'Institut des Arts et du Design de Panama", un travail qui lui a permis de continuer dans le monde de la musique, cousant le jour et chantant la nuit.  ]
En 1968, à l'occasion du Carnaval panaméen, Kako Bastar cherchait un nouveau talent pour remplacer Camilo "Azuquita" qui avait quitté son groupe formation, et trouva en Meñique (qui était alors le chanteur du "Combo Continental" dirigé par Reinaldo Alfú) la voix qu'il rechercait.

### 1968-1980
Emmené par Kako et son Combo, il débarque à New York, capitale de la salsa. 
La même année, il enregistre "Sock it to me, Latino!" , produit par Al Santiago et participe à ce qui serait l'album posthume du mythique Arsenio Rodríguez, Arsenio dice avec des chansons comme Mi corazón no tiene quien no llore, Ven mi mora ainsi que dans les chœurs. 
En 1969, après l'avoir entendu chanter avec l'orchestre de Kako, Tito Puente demande à Meñique d'être son chanteur soliste. Cette première étape n'a duré qu'environ sept mois, en raison du rythme de travail difficile et parce que Meñique n'avait pas des ressources suffisantes pour pouvoir se déplacer dans New York.
Immédiatement le chanteur Willie Rosario lui offre la possibilité de travailler en enregistrant "El bravo de siempre". 
Sur cet album, la composition de Meñique "La Cuesta de la Fama" se démarque, son premier grand succès qui est encore dansé dans les salsotecas d'aujourd'hui. 
Son séjour avec Willie n'a duré que six mois, car Tito Puente voulait continuer à travailler avec lui et leur relation a porté ses fruits avec des albums comme "Pa'Lante!/Straight!" de 1970 et le mythique "Pa los rumberos" de 72, dans lequel il enregistre son plus gros tube "Niña y Señora", avec lequel il va faire des tournées mondiales.
À son tour, toujours en 1972, il enregistre sous la direction et les arrangements de Tito Puente, et produit par Ralph Lew, son premier album solo "Meñique" sur le label Cotique Records. 
Déjà en 1973 et avec la collaboration de l'orchestre de Santos Colón et de Tito Puente, il enregistre l'album "Long live the king" en hommage à Tito Puente ("El Rey del timbal) et dernier adieu au groupe, dans lequel il compose cinq chansons, mettant en avant "Cantando a Cuba", qui sera un succès auprès des Cubains résidant en Europe.
Meñique a toujours dit qu'avec Tito, il a appris la discipline, le professionnalisme et acquis une expérience et une popularité qui l'ont accompagné tout au long de sa carrière. 
Avant la fin de l'année, il a enregistré trois chansons avec l'artiste cubain Alfredito Valdés Jr. et sa Charanga Sensación.
1974 commence avec son deuxième enregistrement avec Cotique "Soy hijo de Chango", sur lequel il compose toutes ses chansons, dont ressort le hit "La Habana Vieja". 
Le pianiste Charlie Palmieri, qui avait participé en même temps que Meñique à l'enregistrement de "Pa'Lante!" l'a appelé pour son groupe, et ils ont participé ensemble à l'enregistrement de "Tico Alegre All Stars Recorded Live At Carnegie Hall, Vol.1", l'un des meilleurs albums de salsa de l'histoire, dans lequel figure les stars de l'époque telles que La Lupe, Tito Puente lui-même, Joe Cuba, etc. 
1975 a également été une année fructueuse, puisqu'il a enregistré "Meñique présenta Tropical de Chicago" et, avec Charlie Palmieri, "Impulsos" bien que dans cet enregistrement il ne soit que dans les chœurs. Parmi les albums suivants avec Charlie Palmieri, il y a "Con Salsa y Sabor" (Charlie était l'artiste invité de Meñique pour cette production de 1977) dont le titre éponyme est un succès dans le genre; et sur l'album "The Heavyweight" de 1978, Meñique n'était pas seulement le chanteur soliste, mais il a également composé plusieurs chansons de l'album.

### 1980-1996
À ce stade de sa carrière, Meñique a été surtout choriste de divers groupes. Il a participé aux enregistrements d'artistes tels que Héctor Lavoe, Tito Rodríguez , Celia Cruz, Vitín Avilés , La Lupe, Ray Barretto, entre autres. Il enregistre à Porto Rico avec Nicolás Vivas et son Conjunto Chaney, sur le LP "Hot Night, Vol. 2 et 3" et enregistre son album "Meñique en blanco y negro" (1983). Il a aussi enregistré au Panama avec le Combo Bush y sus magníficos. .
Il a vécu à Porto Rico tout comme son ami Charlie Palmieri et en 1983 (à Noël) il est retourné à New York avec Papo Colón.
Plus tard en 1993, il a chanté et enregistré avec le Cubain Carlos Barbería y su Cuba Havana Orquesta et plus tard avec le groupe de plena, Pleneros de la 21. 
En 1994, après de nombreux autres projets qui marqueront plusieurs générations de salseros, sa femme Titi développe un cancer et Meñique est resté à ses côtés à Orlando, en Floride, jusqu'à sa mort en 2001. Bien qu'il n'ait jamais cessé de participer à des festivals et de se produire dans des clubs, son activité a nettement diminué.

### 2001-2008
Après la mort de sa femme et, pour remplir ses contrats, il se rend aux Pays-Bas et en France, se produisant à Dax au Festival Toros y Salsa. 
En 2004, il est retourné au Panama pour enregistrer "Sonero añejo, 55 años de trayectoria", puis s'installe avec sa nouvelle (et dernière) épouse Esperanza Gómez "Eppie" à Orlando, en 2008, où il enregistre "Salsa y bembé".

### Décès
Meñique est décédé le 28 novembre 2021 à l'âge de quatre-vingt-sept ans au centre médical régional d'Osceola à Kissimmee, en Floride, à la suite de complications d'un AVC (accident vasculaire cérébral) survenu peu de temps après sa guérison du Covid-19. Il laisse dans le deuil sa femme et dix-huit enfants. 

## Discographie solo
- 1972 : Meñique
- 1974 : Soy Hijo de Chango
- 1975 : Meñique presenta Tropical de Chicago
- 1983 : Meñique en Blanco y Negro
- 2004 : Meñique, Sonero Añejo: 55 Años Trayectoria Músical
- 2008 : Meñique, Salsa et Bembe
- 2013 : El Gran Meñique y Chamaco Rivera Presentan Iván Marrero y su Charanga
- 2015 : Bolérisimo

## Liens
- Ressources relatives à la musique :   - Discogs
  - MusicBrainz
  - Muziekweb
- Ressource relative à l'audiovisuel :   - IMDb